# Lõve jõgi
Lõve jõgi – rzeka na wyspie Sarema przepływająca przez gminy Kaarma i Valjala w prowincji Saare w Estonii. Wypływa z okolic wsi Tõrise i uchodzi do jeziora Oessaare laht na zachód od wsi Oessaare. Ma długość 31,9 km i powierzchnię dorzecza 160,2 km². W dużej części przepływa przez rezerwat Laidevahe looduskaitseala.